# Laglio
Laglio är en ort och kommun i provinsen Como i regionen Lombardiet i Italien. Kommunen hade 918 invånare (2018).